# クイックモーション
クイックモーションとは、投手が投球動作を小さく素早くすることで盗塁を防ぐ投法のこと。クイック投法、略してクイックとも呼ばれる。反則投球のクイックピッチとは異なる。なお、クイックモーションという呼称は和製英語であり、メジャーリーグベースボールにおいてはスライドステップ（slide step、en:Pitch (baseball)#Pitching positionsも参照）と呼ばれる。

## 概要
足をマウンドからスライドさせるように投げたり、あらかじめ膝を曲げて重心を低くしたりするなど、何らかの投球動作を簡略化して投げる。一般に投球開始から捕手にボールが到達するまでの時間が1.2秒台で及第点とされる。
走者の盗塁を防ぐ効果が期待できる一方で、通常の投球と異なるメカニズムで投げるため、球速や制球が劣化する傾向がある。また、無理なフォームから投じることで故障につながる場合もある。このため、クイックモーションを用いずにセットポジションから牽制球を多投することで走者の動きを封じようとする投手もいる。なお、左投げ投手は右足をまっすぐに上げた状態から一塁牽制も投球もできるため、クイックモーションは使用しない場合が多い。
変則的な使用方法として、走者がいない場面において打者のタイミングを外す目的でクイックモーションが用いられることもある。
日本球界においては盗塁阻止は投手と捕手の共同作業と考えられており、鈴木孝政は牽制とクイックモーションができない投手はプロ野球では通用しないと述べている。

## 歴史
日本球界において、クイックモーションをチーム戦術として最初に導入したことが確認できるのはパ・リーグの西鉄ライオンズであった。
1951年に西鉄の監督に就任した三原脩は、同年に春日原球場で行われた全体練習の場で、盗塁の際に走者が一塁から二塁へ進塁するにはリードからスタートを切って4秒かかるのに対し、投手がモーションを起こしてから捕手が二塁に送球するための所要時間は4秒から4.1秒なので、普通に送球してはセーフになってしまう。そこで投手は走者が塁に出たらクイックモーションで投球し、捕手は素早く二塁に正確な送球をすることが肝要であると説き、投手陣にクイックモーションを実践させた。「盗塁阻止は捕手だけの責任ではなく、投手と捕手の共同作業である」という三原の理論を聞かされた当時の西鉄の主力投手・野口正明は「驚きました。目から鱗が落ちる気持ちがしたものです。その当時、ランナーのファーストからセカンドまでの走塁にかかる時間と、ピッチャーからキャッチャーへ投球し、それがセカンドに送球されるまでの時間の差、両者の時間差で盗塁阻止を、そういう風に説明された監督さんはいませんもの」と述懐している。
三原は西鉄退団後の1960年にセ・リーグの大洋ホエールズの監督に就任する。三原が1960年代後半に読売ジャイアンツ（巨人）の盗塁王・柴田勲対策のために大洋投手陣にクイックモーションを徹底させたことがきっかけとなって、セ・リーグでもチーム戦術としてのクイックモーションが一般化した。柴田は「今ではほとんどの投手がやっているクイックモーションは、僕が70盗塁（1967年）してから増えたんだ。今の時代（2015年）に40盗塁できる選手は、当時なら60はできたんじゃないかな」と語っている。
一方、巨人も日本シリーズでパ・リーグの盗塁王である阪急ブレーブスの福本豊を封じるため、クイックモーションを大いに活用した（以後の部分については福本豊#他球団の福本対策も参照のこと）。巨人の正捕手・森昌彦は、若手の頃にクイックモーションの名手・堀本律雄投手とバッテリーを組んだ試合では、1960年から1962年の3年間に阻止率.706（51企図に対し36盗塁刺）という驚異的な数字を残し、特に1960年6月1日の大洋戦では一試合5盗塁刺（企図された5回全てを刺す）を記録するなど、クイックモーションの有効性を肌で知っていた。1971年の日本シリーズ第1戦の9回裏、1点ビハインドの状況で盗塁を試みた福本は、堀内恒夫投手・森昌彦捕手のバッテリーに刺され、チームもそのまま敗れた。福本はこれ以降自分の思うように走れなくなってしまったと語っており、結局このシリーズで福本はわずか1盗塁に押さえ込まれた。シリーズ終了後の座談会では巨人の選手たち（堀内恒夫、王貞治、森昌彦）は福本封じについて以下のように語っている。
同じ顔合わせとなった翌1972年の日本シリーズでも福本は同様に巨人バッテリーから1盗塁しかできなかった。福本によれば、堀内はどれだけ長くボールを保持していても投球バランスを崩すことがなく、なおかつクイックの動作がとても速かったため、「日本で最も盗塁しにくいピッチャー」だったという。
1970年に南海ホークスの選手兼任監督に就任した野村克也捕手にとっても、自身の監督就任とほぼ同時に台頭した福本への対策は急務だった。ノンプロ時代に堀本を指導した古谷法夫を投手コーチに招聘するとともに、ミーティングで投手陣に「俺の肩、弱いやろ。クイックせな損やで」とクイックモーションの習得を促した。その頃メジャーリーグでは、1960年代から1970年代にかけて活躍したディック・ボスマン投手（1969年度アメリカンリーグ最優秀防御率）がスライドステップ（すり足）投法を編み出しており、野村は1973年の春季キャンプにドン・ブレイザーヘッドコーチの元同僚ハービー・ハディックスを臨時コーチとして招き、南海投手陣にその技術を学ばせようとした。
そうした中でリリーフエースの佐藤道郎が試行錯誤の末に福本対策のために完成させたのが、足をほとんど上げずに投げる「すり足クイック」であった。1973年のパシフィック・リーグプレーオフで、福本は野村から5試合で5盗塁を決めたが、佐藤の登板時に限ってはついに1盗塁も決めることができなかった。佐藤は「ノムさんはもうベテランで肩は弱くなっていたけど、捕って投げるのは速かったから、俺がクイックやったら福本でも刺せたな」と語っており、福本もこの佐藤のクイック投法について「モーション自体が小さくて早いのはノムさんの時の南海が最初です。足を上げて投げてくれるとタイミングをつかむのがラクなのに、ほとんどスリ足の状態で放ってくる。思い切ってスタートを切っても殺されるケースが増えました」と語っている。
なお野村は生前に自著やメディアを通じて繰り返し「高校生でもクイックモーションを普通にやる今の野球から考えると、あまりに素朴な対策に思えるかもしれないが当時は画期的と言うか、前例のない試みだった」「こんなプレーは、日本はもちろん、メジャーリーグでも試みている例は無かった」と、クイックモーションは自らの発明であると主張し続けており、そのため野村の没後でもメディアでは「福本対策として、野村克也氏が日本で初めてクイックモーションを導入した」などと説明されることが多い。しかし上記の通り、クイックモーションという概念は野村以前から日米両球界に存在しており、野村没後の佐藤道郎と江本孟紀の対談では、江本は「今では『投手のクイックモーションは野村監督が考え、投手にやらせた』ということになっているけど、実際は『やれ』なんて言っていない」と語り、佐藤もこれに応じて「（野村から直接）クイックを教えられたなんてことはなかった」と証言している。